# Servicio de Hidrografía Naval
El Servicio de Hidrografía Naval (SHN) es una Institución dependiente del Ministerio de Defensa de la República Argentina, siendo responsable de brindar seguridad náutica y servicios en cartografía náutica, hidrografía, alertas mareológicas, avisos a los navegantes, oceanografía, química y contaminación, geología marina, geofísica, servicio oficial de la hora, asesoramiento en temas de vías navegables y determinación de los espacios marítimos nacionales.

## Misión y funciones
La principal misión del SHN es proveer seguridad a la navegación en las aguas nacionales, tarea que desarrolla mediante la confección y mantenimiento de cartas náuticas, y la instalación y mantenimiento de boyas, balizas y faros a lo largo de la costa del país. En concordanica con las regulaciones de la Organización Marítima Internacional, el SHN es también el coordinador global de la zona NAVAREA VI, que cubre la región sudoccidental del Océano Atlántico siendo responsable de la emisión de alertas y de las operaciones de búsqueda y rescate en dicha zona.
La Ley 19.922 de Descentralización del Servicio de Hidrografía Naval y su Decreto reglamentario 7633, ambos de 1972, modificó su denominación por la actual, y definió en su artículo 1° los sistemas de ayuda a la navegación que mantendrá: "Cartas Náuticas convencionales y especiales, Derroteros, Lista de Faros y Señales Marítimas, Lista de Radioayudas a la Navegación, Tablas de Mareas, Corrientes de Mareas y otros datos mareológicos, Informaciones meteorológicas, en coordinación con el Servicio Meteorológico Nacional, y de olas en las áreas marítimas, Almanaque Náutico, Transmisión de Señales Horarias y Frecuencias Patrones, Transmisión de Señales para usos especiales, Balizamiento marítimo (visual, acústico y electrónico) que sea necesario para el tránsito seguro y económico a lo largo del litoral marítimo del territorio de la Nación, en el acceso a los puertos y en los fondeaderos de refugio o espera y Avisos a los Navegantes que mantengan actualizadas todas las ayudas anteriores e informen sobre novedades para la navegación". 
El Decreto mencionado, en su Art.5° brinda el estatus "publicaciones oficiales" a las cartas y publicaciones náuticas que edite el SHN.
Entre los estudios, trabajos, exploraciones e investigaciones que el SHN debe ejecutar y promover se incluyen los levantamientos hidrográficos, fotogramétricos, geofísicos, geológicos, oceanográficos, mareológicos, astronómicos, meteorológicos,atmosféricos y portuarios (Art.7°).
La jurisdicción abarca el frente marítimo y oceánico continental y antártico, el Río de la Plata, el Río Paraná y, en forma parcial, los siguientes ríos: Uruguay, Paraguay, Quequén, Colorado, Negro, Chubut, Deseado, Santa Cruz, Coig, Gallegos y Grande (Art.8°).

## Historia
Fue creado el 1 de enero de 1879 como «Oficina Central de Hidrografía» por Decreto N.º 11 289 del presidente Nicolás Avellaneda. El 16 de agosto de 1881, el presidente Julio Argentino Roca y su ministro de Guerra y Marina decretaron la incorporación de la OCH a la Escuela Naval Militar, además de la creación del Observatorio de Marina (actual Observatorio Naval Buenos Aires).
Pasó a denominarse SHN en 1972 por la Ley Nacional 19.922. Desde 2007, forma parte de la estructura del Ministerio de Defensa.
La primera carta náutica se editó en 1883 (Bahía San Blas), mientras que en 1904, año del establecimiento del Destacamento Naval Orcadas, se editó la primera carta antártica. En 1918 comenzó a publicar el suplemento de Avisos a los Navegantes, y en 1920, las Tablas de Mareas.
La falta de estandarización en métodos hidrográficos y en la representación cartográfica determinó la fundación de la Organización Hidrográfica Internacional (OHI) en 1921. Argentina fue uno de los 19 miembros fundadores, y desde entonces el SHN ha estado envuelto en los esfuerzos de la OHI por crear y mantener estándares mundiales en hidrografía y cartografía náutica.
En 1957 completó la cartografía de todo el litoral marítimo, con sus puertos y rutas de navegación en el Mar Argentino y la Antártida. Doce años más tarde se puso en vigencia un nuevo plan cartográfico, para adaptar la representación cartográfica, el sistema geodésico y las unidades de profundidad a las recomendaciones de la OHI.
La primera carta náutica producida por medios digitales llegó en 1996, y diez años más tarde el SHN editó la primera carta de navegación electrónica.
Por Decreto 788 del año 2007, el SHN fue transferido de la órbita de la Armada Argentina a la del Ministerio de Defensa.